# 川商ハウス
株式会社川商ハウス（かわしょうハウス）は、鹿児島県鹿児島市新屋敷町に本社を置く不動産会社である。

## 概要
1975年に有限会社川商ハウスとして鹿児島市紫原で創業したが、4年後の1979年に事務所を現本社所在地の新屋敷町に移転、2002年に株式会社へ組織変更し、現在まで居住用及び業用の賃貸物件の斡旋仲介、土地建物の売買仲介、賃貸ビル管理などの不動産業務のほか、各種リフォーム、損害保険代理店なども行っている。また、2007年には現在の本社ビルも完成している。2013年には「賃貸住宅管理業者」の登録をしている。

## 加入団体
- 公益社団法人鹿児島県宅地建物取引業協会
- 九州不動産公正取引協議会加盟
- 公益財団法人日本賃貸住宅管理協会

## 沿革
- 1975年5月 - 有限会社川商ハウスとして鹿児島県鹿児島市紫原五丁目2番13号に事務所を創設。
- 1979年4月 - 事務所を鹿児島県鹿児島市新屋敷町に移転。流通センターとして賃貸住宅を重点的に営業活動を展開。
- 1987年2月 - 建物管理業務を目的とし、有限会社サンホームサービスを設立。
- 1988年12月 - 業務拡大に伴い、隣接地に支店事務所を設立。
- 1990年
  - 1月 - 賃貸情報誌「ルーム」を発行。
  - 8月 - 賃貸管理部門を強化すると共に不動産販売の専門部署を組織し、総合的な不動産業として事業拡大。
- 1992年10月 - 銀行オンライン化を実現し、入居者の口座から家賃を収納する「自動振替システム」を導入。
- 1999年5月 - 「谷山支店」を開設。
- 2000年3月 - 「鹿大前店」を開設。
- 2001年5月 - 賃貸情報誌「ルーム」を毎月第一金曜日発売とする。
- 2002年6月 - 有限会社から株式会社へ組織変更。
- 2004年1月 - 谷山支店を和田一丁目から小松原二丁目へ移転。
- 2005年9月 - マイルームクラブの登録商標を取得。同時にクレジットカードによる家賃決済システムをスタート。
- 2008年3月 - プライバシーマーク認証取得。
- 2012年7月 - 鹿大前店をセルフサービス型店舗「SELF.R(セルフル)」1号店に転換。
- 2013年2月 - 「賃貸住宅管理業者」の登録を行う。　国土交通大臣(1)　第0002684号
- 2017年9月 - 長島町役場と「空き家・空き地の利活用」に関する連携協定を結ぶ
- 2019年
  - 4月 - 種子島支店を開設
  - 7月 - 種子島1市2町（西之表市、中種子町、南種子町）と「空き家・空き地などの利活用」に関する連携協定を結ぶ
- 2021年
  - 6月 - 不動産免許更新により、鹿児島県知事免許の番号が（13）第483号となる
  - 8月 - 「賃貸住宅管理業」の法改正により、賃貸管理業免許　国土交通大臣(2)729号となる

## 店舗
- 本店：鹿児島県鹿児島市新屋敷町1番7号
- 谷山支店：鹿児島県鹿児島市小松原二丁目15番22号
- 鹿大前支店：鹿児島県鹿児島市荒田二丁目59番16号
- 中央駅前支店：鹿児島県鹿児島市中央町18番号1号
- 伊敷支店：鹿児島県鹿児島市下伊敷1丁目5番8号
- 吉野支店：鹿児島県鹿児島市吉野町3095番236号
- 天文館支店：鹿児島県鹿児島市千日町15番1号
- 長島支店：鹿児島県出水郡長島町指江1327-1
- 種子島支店：鹿児島県熊毛郡中種子町野間5240-1
- 西之表支店：鹿児島県西之表市西町79

## その他
- 2019年12月18日に鹿児島市の文化施設「鹿児島市民文化ホール」の命名権を獲得し、2020年4月1日から「川商ホール」となった
- 2023年3月に奄美市の文化施設「奄美振興会館」の命名権を獲得し、2023年6月1日から「奄美川商ホール」となった
- 2023年3月に奄美市のスポーツ施設「名瀬運動公園市民球場」の命名権を獲得し、2023年6月1日から「奄美川商球場」となった